# Parallelia circumsignata
Parallelia circumsignata är en fjärilsart som beskrevs av Achille Guenée 1852. Parallelia circumsignata ingår i släktet Parallelia och familjen nattflyn. Inga underarter finns listade i Catalogue of Life.